# Emaús (fundación)
El movimiento Emaús fue fundado en Francia por el Abbé Pierre. Tras la Segunda Guerra Mundial, París estaba desolada. Ante la pobreza que se vivía en las calles y la falta de vivienda, el sacerdote y diputado Abate Pierre abrió su casa a un grupo de personas necesitadas. Solo puso una condición: que le ayudaran a echar una mano a más gente. Nació en dos tiempos: primero en 1947, cuando el Abbé Pierre alquila una casa deteriorada en Neuilly-Plaisance, 14 km al este de París. La reconstruyó y abrió un albergue juvenil internacional al que dio el nombre de «Emaús», como símbolo de la esperanza renovada. El segundo paso tuvo lugar en 1949, cuando invitó a Georges Legay, un desesperado suicida, a construir alojamientos para las familias sin techo.
Aunque Emaús fue creado por un sacerdote católico, quiso ser desde su origen un movimiento abierto a todas las nacionalidades y orígenes étnicos, sin distinción alguna, por motivo de las convicciones políticas, espirituales o religiosas de las personas a las que acoge.[cita requerida]
En sus comienzos, Emaús se financiaba con el sueldo de diputado del Abbé Pierre, pero en 1951 renunció a su acta. Al faltar el dinero, el Abbé Pierre comenzó a mendigar por las calles de París. Los otros miembros del grupo propusieron entonces que todos se dedicaran a buscar en la basura, para recuperar y vender todo aquello que sirviera.[cita requerida]

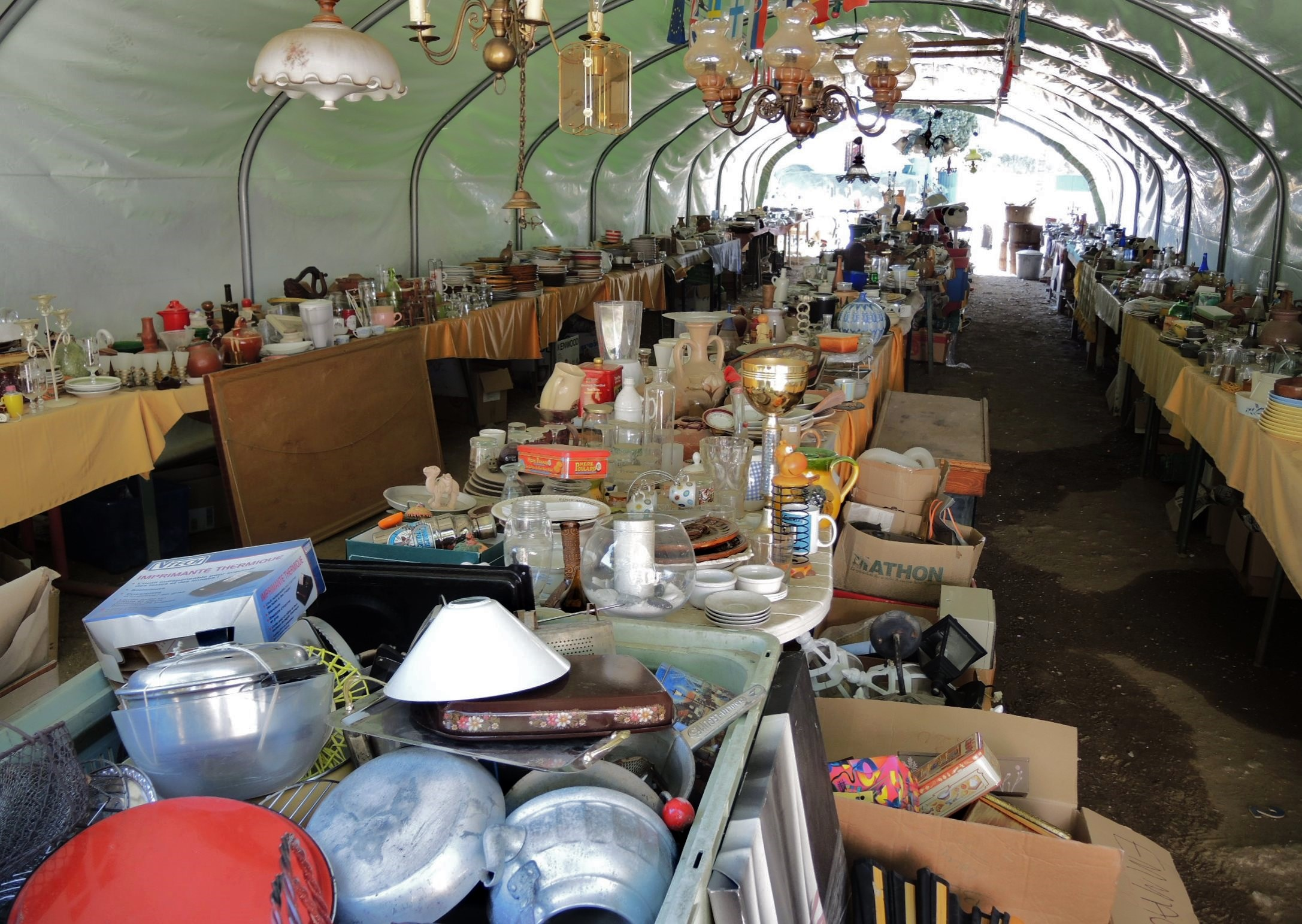
Mercado de objetos de segunda mano

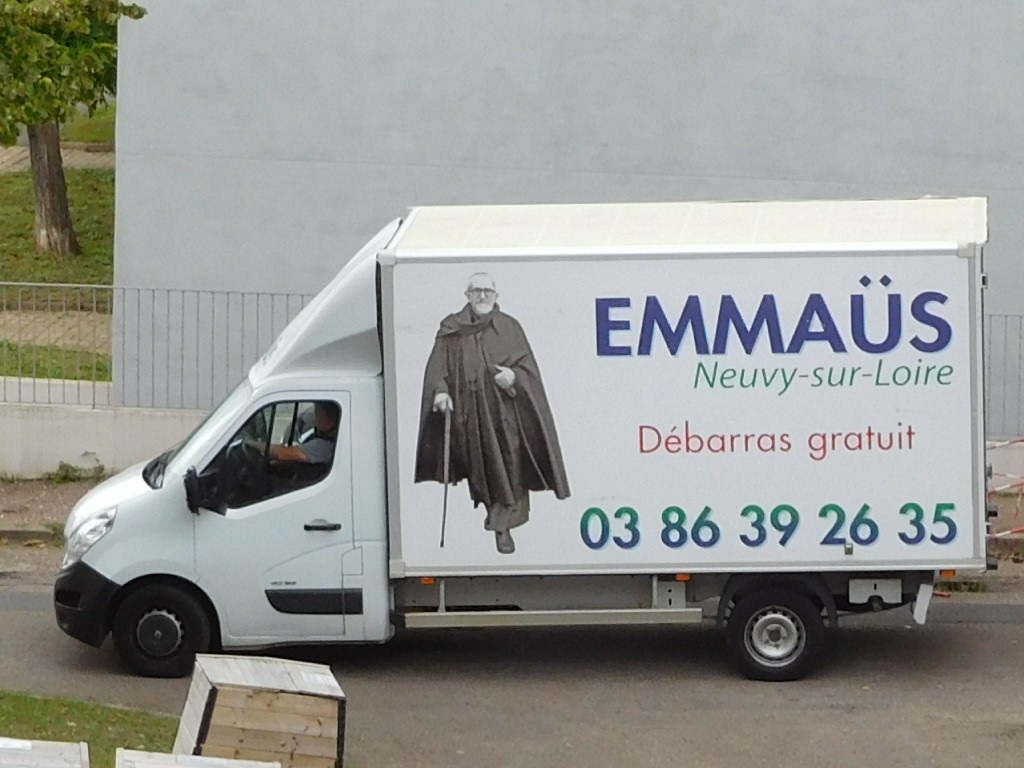
Furgoneta del Movimiento Emaús. Francia.

Cuando en el crudo invierno francés de 1954 comenzaron a morir personas en las calles, el Abbé Pierre lanzó su célebre llamamiento en Radio Luxembourg: «Amigos, una llamada de socorro. Una mujer acaba de morir congelada esta noche en la acera del bulevar Sebastopol, y en sus manos tenía el papel de expulsión de su vivienda». Así comenzó la «Insurrección de la Bondad», y en los días siguientes se recogieron más de dos mil toneladas de donaciones.[cita requerida]
El nombre de Traperos de Emaús, como se llama el movimiento en muchos países hispanos, recuerda este origen de recuperadores de basura.[cita requerida]
En España este movimiento tiene sedes en las tres provincias del País Vasco, en Navarra, en Barcelona, en Granada y en Murcia.

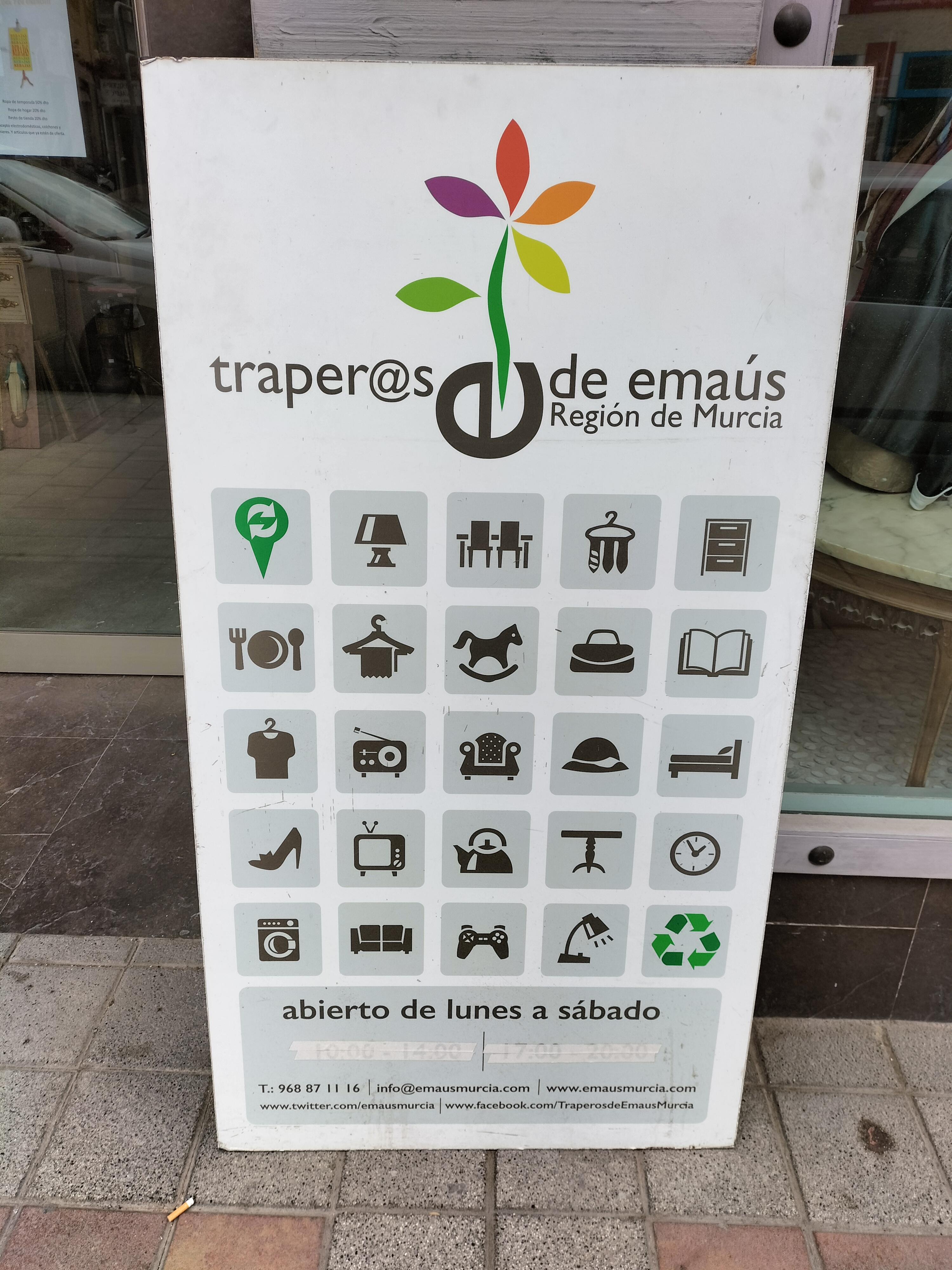
Traperos de Emaús (Región de Murcia, España)

Durante los años 50 fueron surgiendo en diferentes países comunidades que imitaban el ejemplo del Abbé Pierre, y lo siguieron como modelo. En 1969, en Berna, Suiza, setenta grupos provenientes de veinte países adoptaron el Manifiesto universal del Movimiento Emaús, y decidieron crear una secretaría internacional de enlace.[cita requerida]
En 1971, el Movimiento Emaús se convirtió en Emaús Internacional. El preámbulo del Manifiesto universal de Emaús Internacional empieza diciendo:

Nuestro nombre, Emaús, es el de una localidad de Palestina donde unos desesperados volvieron a encontrar la esperanza. Este nombre evoca en todos, creyentes o no, nuestra común convicción de que solo el amor puede unirnos y hacernos avanzar juntos.

El objetivo de este movimiento es «actuar para que cada ser humano, cada sociedad, cada nación pueda vivir, afirmarse y realizarse en el intercambio y el compartir» (extraído del Manifiesto universal del Movimiento Emaús).
En el 2014, Emaús Internacional contaba con 350 grupos en 37 países.